# Марбли, Харлан
Ха́рлан Джо́зеф Ма́рбли (англ. Harlan Joseph Marbley; 11 октября 1943, Уайт-Ок — 13 мая 2008, Клинтон) — американский боксёр наилегчайших весовых категорий, выступал за сборную США в конце 1960-х годов. Бронзовый призёр летних Олимпийских игр в Мехико, обладатель бронзовой медали Панамериканских игр, участник многих международных турниров и национальных первенств.

## Биография
Харлан Марбли родился 11 октября 1943 года в городе Уайт-Ок, штат Мэриленд. Первого серьёзного успеха на ринге добился в 1967 году, когда завоевал бронзовую медаль на Панамериканских играх в Виннипеге (в полуфинале наилегчайшего веса по очкам проиграл венесуэльцу Франсиско Родригесу). Год спустя спустился в минимальный вес, выиграл чемпионат США среди любителей и благодаря череде удачных выступлений удостоился права защищать честь страны на летних Олимпийских играх 1968 года в Мехико. На Олимпиаде дошёл до стадии полуфиналов, где вновь встретился с Родригесом и вновь проиграл ему — матч закончился со счётом 1:4.
Получив бронзовую олимпийскую медаль, Марбли вскоре принял решение завершить карьеру спортсмена, уступив место в сборной молодым американским боксёрам. В отличие от большинства своих соотечественников, он не стал переходить в профессионалы, ограничившись выступлениями на любительском уровне.